# Zentralität
Die Zentralität von Gütern und Dienstleistungen richtet sich in den Wirtschaftswissenschaften nach der räumlichen Distanz, die ein Verbraucher zu überwinden bereit ist, um diese Wirtschaftsobjekte an einem zentralen Ort zu erwerben. Auch in der Soziometrie wird der Begriff verwendet. 

## Allgemeines
Zentralität ist im System der zentralen Orte der Raumordnung ein wesentliches Kriterium. Die Zentrenhierarchie ist die Klassifizierung von Regionen oder Ortschaften nach der Bedeutung ihrer Versorgungsfunktion für die Bevölkerung. Die Typologisierung erfolgt nach der Vielfalt des Güterangebots, aber auch nach der vorhandenen Infrastruktur. Die Anziehungskraft (Attraktivität) von Zentren bestimmt im Wesentlichen ihr Einzugsgebiet und ist damit ein entscheidender Faktor für die Standortwahl im Einzelhandel.
Zentralität kann durch zentralörtliche Einrichtungen auf verschiedenen Sektoren erzeugt werden (z. B. auf den Sektoren Bildung, Dienstleistung, Freizeit, Gesundheitswesen, Handel, Kultur, Verkehr oder Verwaltung). In diesem Kontext bezieht sich Zentralität auf die Wirtschaftsgeographie bzw. Raumordnung. 

## Einzelhandelszentralität

### Definition
Die Einzelhandelszentralität ist in der Handelsbetriebslehre eine volkswirtschaftliche Kennzahl, die dem Kaufkraftpotenzial die Kaufkraftbindung gegenüberstellt und Anhaltspunkte für Versorgungsdefizite (Angebotslücke) bzw. Versorgungsüberschüsse (Angebotsüberhang) in einer Gebietskörperschaft (Stadt, Landkreis) liefert. 

### Ermittlung
Die Einzelhandelszentralität {\displaystyle EZ} ergibt sich aus der Gegenüberstellung der in einer Gebietskörperschaft erzielten Umsatzerlöse des Einzelhandels {\displaystyle U_{E}} zu der dort vorhandenen einzelhandelsrelevanten Kaufkraft {\displaystyle E_{K}}:
{\displaystyle EZ={\frac {U_{E}}{E_{K}}}\cdot 100\,\%}.
Die einzelhandelsrelevante Kaufkraft ist das verfügbare Nettoeinkommen zuzüglich dem Entsparen (Entnahme von Spareinlagen), Transfereinkommen und Aufnahme von Konsumkrediten, abzüglich Sparen und Kredittilgung und abzüglich der Ausgaben für Altersversorgung, Brennstoffe, Kraftfahrzeuge, Reisen, Reparaturen, Versicherungsprämien, Wohnung und sonstige Dienstleistungen.

### Aussagekraft
Die Aussagekraft der Einzelhandelszentralität ist nicht eindeutig. Diese Kennzahl ist ein Indikator dafür, inwieweit es einer Region gelingt, Kaufkraft zu Gunsten des dort angesiedelten Einzelhandels anzuziehen. Der Indikator bestimmt die Attraktivität einer Stadt oder einer Gemeinde als Einzelhandelsstandort. Als attraktiv gilt ein Standort, wenn er mehr Kaufkraft bindet als den Einwohnern zur Verfügung steht. Das bedeutet, dass bei einer Kennziffer von größer als 100 % Kunden aus dem Umland in die Stadt oder Gemeinde gelenkt werden und der Standort eine Sogwirkung entfaltet. Liegt die Kennzahl unter 100 %, geht örtliche Kaufkraft in das Umland (wo es große Einkaufszentren gibt) oder an den Versandhandel (Online-Handel) verloren. Die neutrale Kennzahl von genau 100 % sagt aus, dass weder Kaufkraft zufließt noch abfließt.
Allerdings steigt die Einzelhandelszentralität nicht nur bei steigenden Umsatzerlösen, sondern auch, wenn die Kaufkraft infolge von rückläufiger Bevölkerungszahl oder vermindertem Einkommen abnimmt.

## Soziometrie
In der Soziometrie ist die Zentralität die relative Stellung einer Person in einem Kommunikationssystem oder Netzwerk. Die entsprechende Kennzahl drückt das Verhältnis zwischen den von einer Person gesendeten und empfangenen Kommunikationen und der Gesamtzahl aller Kommunikationen in einem bestimmten Zeitraum aus. Die Degree-Zentralität eines Netzwerks ergibt sich für jeden Netzwerkteilnehmer aus der Gesamtzahl seiner direkten Kontakte und beruht auf der Annahme, dass ein Akteur in einem Netzwerk umso wichtiger ist, je mehr direkte Beziehungen er zu anderen hat (Klicks, Likes). Eingehende Kontakte (Indegree-Zentralität) sagen etwas über die Popularität oder das Prestige aus, ausgehende (Outdegree-Zentralität) ist ein Indikator für seine Aktivitäten im Netzwerk. 

## Wirtschaftliche Aspekte
Zu beobachten ist, dass das theoretische System der zentralen Orte, auf das die Zentralitätskennziffer abstellt, dem realen Konsumverhalten der Konsumenten in weiten Teilen nicht entspricht. Die Konsumenten richten ihre Versorgungstätigkeit nur zum Teil nach dem Kriterium der Nähe eines Versorgungsangebotes aus. Eine zunehmende Rolle spielen für die Konsumenten der Angebotsmix (z. B. die Kombination von Einzelhandel, Kultur- und Freizeitangeboten), Sauberkeit, Sicherheit und Komfort des Güterangebots sowie der Preis und die Spezialisierung eines Angebotes (Sortimentstiefe). Daher sind die Konsumenten (insbesondere für den Erwerb von Waren, die nicht der Deckung der Grundversorgung dienen) bereit, nicht nur das nächstgelegene Zentrum aufzusuchen, sondern darüber hinaus weite Fahrten in Kauf zu nehmen (Mobilität). Diese Fahrten orientieren sich zum großen Teil nicht am System der zentralen Orte. Gerade in Verdichtungsräumen, in denen sich die Einzugsbereiche der Zentren und ihrer zentralörtlichen Einrichtungen komplex und funktionsteilig, jedoch kaum hierarchisch überlagern, ist das System der zentralen Orte nicht geeignet, das reale Versorgungsverhalten der Bevölkerung zutreffend abzubilden.
Die Werte der Einzelhandelszentralität liefern der Stadtplanung und Regionalplanung dennoch gewisse Anhaltspunkte für Handlungsbedarf. Ferner prüft der Einzelhandel (z. B. vor Realisierung von Agglomerationen oder Einkaufszentren) diese und andere Daten ebenfalls, um die wirtschaftliche Tragfähigkeit von Verkaufsflächen zu beurteilen (Standort-Rating der Lage).
In der politischen Netzwerkanalyse können durch den Zentralitätsgrad inhaltliche Positionen der Akteure analysierbar gemacht und Lagerbildung identifiziert werden.